# Saint-Pierre-la-Palud
Saint-Pierre-la-Palud település Franciaországban, Rhône megyében. Lakosainak száma 2586 fő (2022. január 1.). Saint-Pierre-la-Palud Sain-Bel, Chevinay, Pollionnay és Sourcieux-les-Mines községekkel határos.

## Népesség
A település népessége az elmúlt években az alábbi módon változott:
| Lakosok száma | 2614 | 2629 | 2689 | 2635 | 2615 | 2596 | 2576 | 2587 | 2586 |
|               | 2013 | 2015 | 2016 | 2017 | 2018 | 2019 | 2020 | 2021 | 2022 |